# 脱ゴーマニズム宣言事件
『脱ゴーマニズム宣言』事件（だつゴーマニズムせんげんじけん）とは、小林よしのり著『ゴーマニズム宣言』を批判した書籍『脱ゴーマニズム宣言』（上杉聰著）の発刊を巡って争われた日本の事件。漫画において引用が認められる範囲について明確な基準を引き出した事件である。

## 経緯
小林は『脱ゴーマニズム宣言』について、1997年12月25日に次のように主張して、その販売差し止めと慰謝料を求めて東京地方裁判所に提訴した。
- 『ゴーマニズム宣言』の絵を含む漫画のコマを引用として採録していることが著作権の複製権侵害に、採録されたコマの一部が改変されていることが著作者人格権の同一性保持権の侵害に当たるので、55件の採録と5件の改変は違法である
- 題名に『ゴーマニズム宣言』の語を使用していることは不正競争防止法違反である

提訴以来8回にわたる口頭弁論が行われた。上杉側は、アルマン・マトゥラール（en:Armand Mattelart）『ドナルドダックを読む』（en:How to Read Donald Duck）、夏目房之介『笑う長嶋』、ロフトブックス編（実際の著者は宅八郎・松沢呉一ら）『教科書が教えない小林よしのり』、呉智英『マンガ狂につける薬』などを、漫画について絵を引用している実例として証拠に提出。小林側は絵を引用することなく批評することが慣例であることの実例として膨大な量の証拠を提出した。
1999年8月31日、東京地方裁判所は小林側の訴えを全面的に棄却した。判決では、以下の3つの争点について判断が示された。
絵を含めた作品全体を引用する必要性があるか
原告は、被告書籍は原告の意見に対する批評であるから、絵を含めた作品全体を引用する必要性はない、また、漫画の批評においては文のみを引用し、絵は引用しない慣例があると主張した。これに対して判決では、引用の要件を満たす限りは、引用が必要最小限であることまでは要求されないとするとともに、批評の対象を正確に示すためには、文だけでなく、絵も引用する必要があることを認めた。さらに、漫画の引用においては、絵を引用する場合もしない場合もあるので、絵を引用しないという慣行があるとは認められないとした。
引用の際の改変が「やむを得ないと認められる改変」にあたるか
漫画に描かれた人物に引用時に目隠しがされた点などについて、原告は著作物の改変であり同一性保持権の侵害に当たると主張した。これに対して判決では、描かれた人物の名誉感情を害するおそれがある部分の改変であって、著作権法20条2項で認められた「やむを得ないと認められる改変」に当たるとした。
被告の書籍名は原告書籍名と同一又は類似の商品表示か
原告は『脱ゴーマニズム宣言』という原告書籍名は、被告の『ゴーマニズム宣言』という書籍名と同一又は類似の商品等表示であり、不正競争防止法違反であると主張した。これに対して判決では『脱ゴーマニズム宣言』のうち「ゴーマニズム宣言」の部分は、被告書籍の内容を説明するために用いられたものだから、他人の商品等表示を含んでいても、原告の商品等表示と同一又は類似のものを使用したことにはならないとした。
同年9月10日、一審判決を不服として小林側が東京高等裁判所に控訴。その際に不正競争防止法違反については控訴せず。前述の慣行についても控訴審では争っていない。
2000年2月24日、東京高等裁判所は著書の出版差し止めと慰謝料20万円の支払いを上杉側に命じる判決を出した。ただし、その他の請求については棄却、仮執行宣言も必要なしとされた。判決内容は、争点の大半、55箇所の引用と4箇所の改変を適法とし、ただ1箇所、編集上の都合でコマの配列を変更した点を同一性保持権の侵害（引用自体は適法）としたものであった。したがって、当該箇所さえ再編集すれば販売の再開が可能であった。また、敗者負担が原則の訴訟費用で、その250分の249を小林側の負担とした。
控訴審判決を巡っては、双方が自らの勝訴を主張する声明を発表。国内の主要な新聞においてもどちらが勝訴かで判決翌日の報道が分かれ、朝日新聞や読売新聞は上杉側の勝訴と報道したのに対し、産経新聞や毎日新聞は小林側の逆転勝訴と報道した。
2000年6月13日、上杉側が最高裁判所に上告。小林側は、新ゴーマニズム宣言内で、全創作者の権利のため漫画引用の是非を問うと称しながら、出版差し止め自体は認められたことで「目的は果たした」と上告せず。
2002年4月26日、最高裁判所は上杉側の上告を棄却する決定を下し、出版差し止めとした控訴審判決が確定した。

なお、現在販売されている『脱ゴーマニズム宣言』は裁判で違法とされた箇所が修正された修正版である。修正に伴う内容の変化は無い。

## 影響
「引用」、つまり著作権法が認める無断での使用がどの程度認められるかについては、各方面で争いがあった。文章についてはある程度の通説判例が固まっているが、それ以外の分野については判例が少なく、明確な基準が見出しにくい。
この訴訟は、その明確な基準が存在しなかった漫画の分野において、「ここまでは引用として認め得る」という基準を提示した判決が引き出されたものである。
現実問題、こういった判例が確立するのを恐れて、著作権者側はあまり深追いをしないのが通例である。ある意味でこの訴訟と判例確保については、上杉側の自力点というよりは小林側の失点によるものでもあるが、それでも「漫画における引用」についての判例を確保したことについては高く評価し得るものである。
多くの企業（そして作家）は本判決が出された後も図の無断使用禁止を要求している。
一方、上杉側が証拠物件として提出した著作の執筆者の一人、夏目房之介は「この裁判の経緯はよく知らないけど、ただ引用に関しては、いいんじゃないですか」とコメントしており、その後も図の引用を続けている。またすがやみつるのように、漫画家サイドで自らの作品の引用を積極的に認める者も現れている。すがやによれば、すがやの師匠の石ノ森章太郎も、生前に夏目房之介との対談において漫画図版の引用を認めていたという。
この判決は、コミックマーケットのシンポジウムでも取り上げられた。